# Coup de foudre (jeu télévisé)
Pour les articles homonymes, voir Coup de foudre (homonymie).
Coup de foudre était un jeu télévisé québécois diffusé du 2 juin 1988 au printemps 1993 sur le réseau Télévision Quatre-Saisons. Il était animé par Yves Gionet et Anne Bisson les quatre premières années et par Éric de Gaspé et Christine Anthony en 1992-1993.
Le concept est revenu sur MusiquePlus à partir du 6 octobre 2007, cette fois-ci animé par Dany Bernier et Valérie Simard,.
Le concept a été repris une autre fois sur V en 2017.

## Concept
Trois gars et trois filles, séparés par un mur, doivent se séduire en répondant à des questions.